# Минятов, Александр Константинович
Александр Константинович Минятов (1908, Москва — 28 апреля 1937) — российский учёный-математик, специалист в области теоретической механики.

## Семья
Родился в семье адвоката К. А. Минятова. Не ранее 1917 года семья переехала в Тюмень, затем (после расстрела К. А. Минятова в 1918) — в Томск.
Брат — Виктор Константинович Минятов — инженер, преподаватель Кемеровского горного института.

## Образование
Окончил математическое отделение физико-математического факультета Томского государственного университета (ТГУ) в 1929. Дипломная работа на тему «О делениях бинарных форм данного линейного вида» (не защищал ввиду отмены защиты дипломных работ в это время).

## Научно-педагогическая деятельность
- В 1927 преподавал на курсах по подготовке в вуз при ТГУ. В 1929 преподавал на курсах по подготовке в вуз при паровозных депо станции Тайга.
- С осени 1929 — сверхштатный ассистент по кафедре математики в Сибирском технологическом институте.
- В 1930—1931 учебном году- штатный ассистент в Сибирском угольном институте и, кроме того, по совместительству в ТГУ.
- С 1931—1932 учебного года — штатный ассистент ТГУ, вёл самостоятельное преподавание различных математических дисциплин.
- В 1932—1933 учебном году — доцент ТГУ, одновременно читал лекции по теоретической механике в Сибирском геологоразведочном институте.
- В 1933—1934 учебном году — доцент ТГУ, заведующий кафедрой теоретической механики в Сибирском горном институте.
- С 1934 — и. о. заведующего кафедрой теоретической механики ТГУ. Рекомендуя А. К. Минятова на эту должность, профессор В. Д. Кузнецов характеризовал его как «весьма талантливого педагога и научного работника».

Также был заведующим сектором НИИ математики и механики (НИИ ММ) при ТГУ.

## Арест и гибель
Арестован 15 сентября 1936, обвинён в участии в деятельности «троцкистской фашистско-террористической организации». По воспоминаниям его брата В. К. Минятова, был арестован на вокзале по возвращении из научной командировки в Москву. Приговорён к расстрелу 28 апреля 1937 и в тот же день расстрелян.

## Труды
Автор ряда научных работ, в том числе:
- О построении интерполяционных формул (Московский Математический сборник).
- Сравнительное исследование дифференциальных разностных уравнений (сборник НИИ ММ).
- Об одной теореме, касающейся приближенного вычисления определенных интегралов (сборник НИИ ММ).